# Soulnik
Soulnik è un album di Doug Watkins con Yusef Lateef, pubblicato dalla New Jazz Records nel 1960.Il disco fu registrato il 17 maggio del 1960 negli studi di Rudy Van Gelder a Englewood Cliffs nel New Jersey (Stati Uniti).

## Tracce
Lato A
1. One Guy – 6:17 (Yusef Lateef)
2. I'm Confessin' (That I Love You) – 6:47 (Al Neiburg, Doc Dougherty, Ellis Reynolds)
3. Soulnik – 5:44 (Yusef Lateef)

Lato B
1. Andre's Bag – 6:58 (Doug Watkins)
2. I Remember You – 5:35 (Johnny Mercer, Victor Schertzinger)
3. Imagination – 6:10 (Jimmy Van Heusen, Johnny Burke)

## Musicisti
- Doug Watkins - violoncello
- Yusef Lateef - sassofono tenore, flauto, oboe
- Hugh Lawson - pianoforte
- Hermann Wright - contrabbasso
- Lex Humphries - batteria